# Valdelacalzada
Valdelacalzada là một đô thị trong tỉnh Badajoz, Extremadura, Tây Ban Nha. Theo điều tra dân số 2005 (INE), đô thị này có dân số là 2700 người.